# Demokratische und Soziale Bewegung
Die Demokratische und Soziale Bewegung (arabisch حركة ديمقراطية واجتماعية, DMG Ḥarakat Dīmuqrāṭiyya wa-Ǧtimāʿiyya; französisch Mouvement Démocratique et Social, Kürzel „MDS“) ist eine linksgerichtete Partei in Algerien. Sie wurde im Jahre 1966 als Partei der Sozialistischen Avantgarde (Parti de l'Avant-Garde Socialiste) gegründet und von El Hachemi Chérif geleitet.

## Geschichte
Die Partei der Sozialistischen Avantgarde war der Nachfolger der Algerischen Kommunistischen Partei, die kurz nach der Unabhängigkeit Algeriens verboten wurde. Unter der Einparteienherrschaft der Nationalen Befreiungsfront (FLN) wurde auch die Vorhutpartei nicht anerkannt.
Erst 1989 wurde die Partei zugelassen und 1993 als Ettehadi offiziell wiedergegründet. Eine Gruppe, die das kommunistische Erbe der Partei beibehalten wollte, trat aus der Ettehadi aus und gründete die Algerische Partei für Demokratie und Sozialismus. Schließlich bekam 1999 die Ettehadi selbst ihren heutigen Namen.
Bei der Parlamentswahl vom 17. Mai 2007 erhielt die Demokratische und Soziale Bewegung nur noch 0,89 % der Wählerstimmen und gewann einen Sitz in der Nationalen Volksversammlung.